# Jan Günther
Jan (Johann) Günther (? – 1567 Olomouc) byl norimberský tiskař, který působil v Prostějově a Olomouci v 16. století.

## Životopis
Vyučil se v Norimberku, kde působil do roku 1543 a v období 1541–1544 vydal své první knihy. Od roku 1544 působil v Prostějově a od roku 1551 v Olomouci. V Olomouci byl ustanoven poručníkem nezletilého Cebastiana (Šebestiána) Olivetského, syna sťatého Jana Olivetského z Olivetu staršího.
V roce 1540 se oženil s Margaretou, vdovou po Leonhardovi Milichthalerovi (?–1540) norimberském tiskaři. Sňatkem vyženil tiskárnu a nevlastního syna Friedricha Milichthalera. Dne 1. prosince 1549 získal výsadu k zamezení konkurence od krále Fredinanda I. Doporučení k žádosti vybavil olomoucký biskup Jan Dubravius, jehož spisy Jan Günther v Prostějově tiskl. V roce 1553 se nastálo přestěhoval do Olomouce a v roce 1554 se vzdal norimberského měšťanství. V Olomouci pokračoval v podnikavém a zdatném obchodování. Tiskl spisy katolických, bratrských, luteránských a utrakvistických autorů a antické spisy. Značnou část tvořila literatura náboženská. Z naučné literatury to byly knihy lékařské, jazykovědní, z oboru hudby, astronomie, práva, hospodářství a učebnice (slovníky dvoj- a trojjazyčné). Dne 21. května 1560 mu bylo uděleno čtyřleté privilegium od Ferdinanda I. na tisk Latinsko-českého a česko-latinského slovníku od Petra Dasypodia.
Po jeho smrti v roce 1567 jeho tiskařskou dílnu převzal Friedrich Milichthaler.

## Dílo
V Norimberku používal k tisku velký a střední švabach a dva malé švabachy, rotundu, frakturu atd. České výtisky byly opatřeny diakritikou. V roce 1540 Leonhard Milichthaler v české Bibli použil ilustrace Erharda Schöna (1491–1542) a Niklase Störa (?–1562/63), které použil i Jan Günther ve Starém zákoně (1541). V roce 1542 vydal Dvanácte artikuluov víry křesťanské, kde použil dřevořezy Hanse Springinkleeho (1490/1495–1540?), také převzaté od Leonharda Milichthalera. Od roku 1545 začal používat k vyznačení nadpisů dva stupně moderní fraktury. Od roku 1545 používá antikvu v díle Loci communes od Johanna Spangenberga. Jako první tiskař na Moravě si pořídil řečtinu.

### Norimberk (do 1543)
Známe 8 knih vydaných v Norimberku.
- 1538 Nový zákon[4]
- 1540 Česká Bible (Bible norinberská)[4]
- 1541 Starý zákon[2][4]
- 1542 Dvanácte artikuluov víry křesťanské[2]
- 1544 Ein Gesangbuch der Brüder inn Behemen und Merherrn kancionál od Michaela Weisse vydaný ještě v Norimberku.[2]

### Prostějov (1544–1550)
V Prostějově vydal na 35 titulů
- 1544 O nemocech morních od Jana Černého
- 1545 Loci communes od Johanna Spangenberga[2]
- 1547 Slabikář český, první český slabikář s abecedou Jana Husa.[2]
- Breve Encomion od Ennia Šimona Klatovského[4]

### Olomouc (1551–1567)
V Olomouci vydal na 56 titulů
- 1552 Zlé užívání hojitedlného lékařství od Molleriana[2]
- 1552 Krátký spis o morové moci od Vočehovského[3]
- 1555 Život císaře Karla Čtvrtého[4]
- 1557 Zahrádky duchovní od Jana Straněnského (latinsky)[2]
- 1558 Musica od Blahoslava[4]
- 1560 Latinská gramatika Philippa Melanchtona[4]
- 1560 a 1562 Latinsko-český a česko-latinský slovník Petra Dasypodia[1][2]
- Vinice, v jakém položení má býti a jakým způsobem člověk má ji dělati[4]